# Orde van Bogdan Chmelnitski (Sovjet-Unie)
De Orde van Bogdan Chmelnitski (Russisch: Орден Богдана Хмельницкого), was een van de militaire onderscheidingen van de Sovjet-Unie. De orde werd op 10 oktober 1943 door het Presidium van de Opperste Sovjet ingesteld en al 18 dagen later voor het eerst toegekend. De 8451 maal verleende orde ging met de Sovjet-Unie ten onder maar in het onafhankelijk geworden Oekraïne werd de Orde van Bohdan Chmelnytsky op 3 mei 1995 door de toenmalige president Leonid Koetsjma hersteld.
De orde werd naar Bogdan Chmelnitski, een vermaard hetman, een leider van de Kozakken genoemd. Het is qua vormgeving en indeling een typische socialistische orde.

## De instelling van de orde

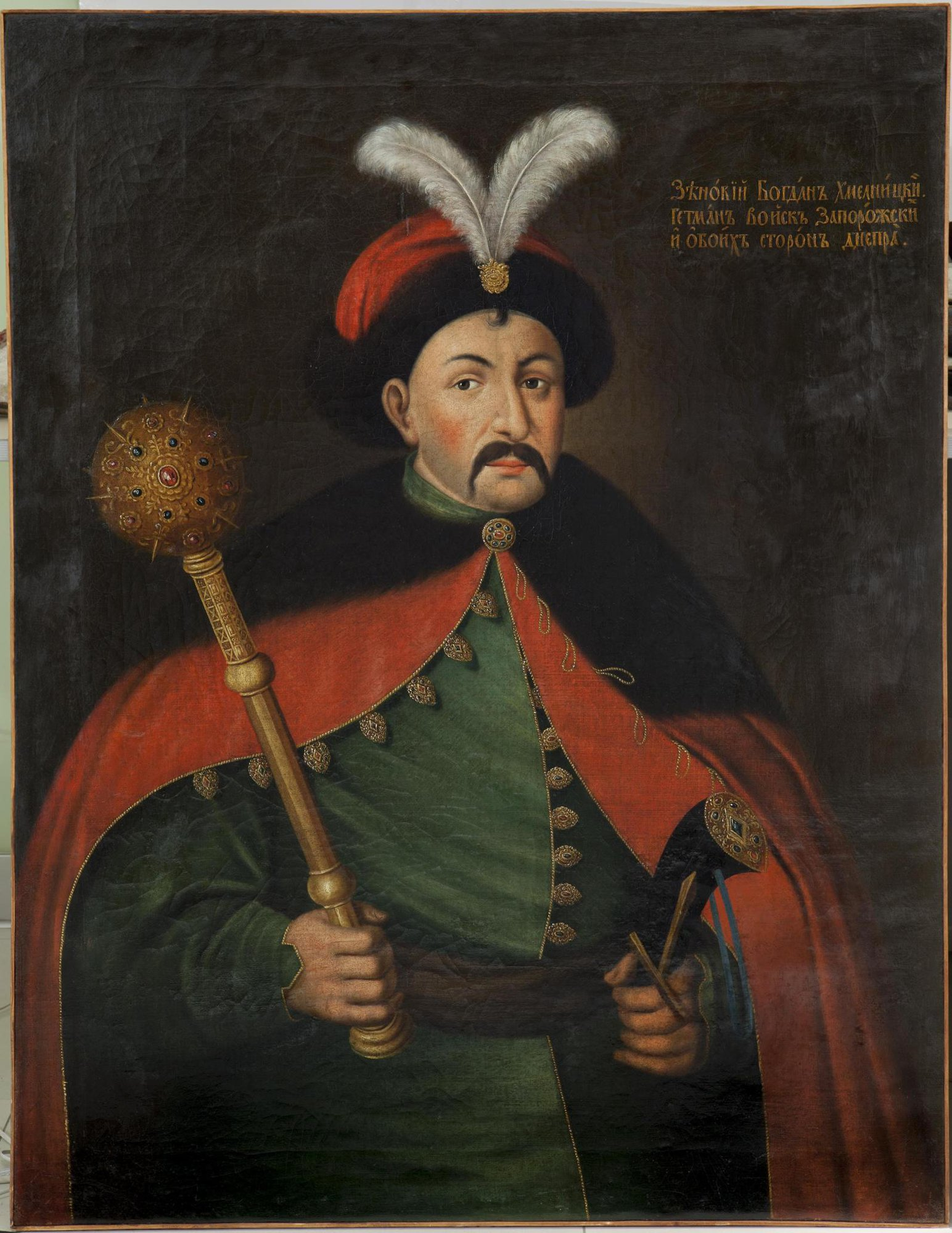
Dit portret met knots werd gebruikt bij het ontwerp van het medaillon

De suggestie om een orde naar een Oekraïense historische figuur te noemen kwam van generaal Nikita Chroesjtsjov, de cineast Oleksandr Dovzjenko en de dichter Mykola Bazjan.
Het besluit om in oorlogstijd nieuwe ridderorden in te stellen en deze naar patriotten en adellijke generaals uit het tsaristische verleden te vernoemen was een breuk met de ideologie van de Sovjet-regering. Nu het land in groot gevaar was, wilde men de door de vooroorlogse terreur, de zuiveringen en massamoorden van Stalin en de vele nederlagen tegen de Duitsers de gedemoraliseerde bevolking eraan herinneren dat het verdedigen van het moederland geen communistische, maar een patriottistische plicht was. De nieuwe Orden van Soevorov, Koetoezov en Alexander Nevski werden door de Technische Commissie van het ministerie van Binnenlandse Zaken en de kwartiermeester van het Rode Leger voorbereid. Op 13 juli van 1942 werd een ontwerp van de hand van de schilder N.I. Moskaleva, ook ontwerper van de Orde van de Overwinning, de Orde van Bogdan Chmelnitski en veel medailles voor de bevrijding van steden aanvaard.
Deze orde werd toegekend "voor bijzondere verdienste in de strijd tijdens gevechten die tot het bevrijden van het Sovjetgebied hadden geleid". Het is dus een orde voor verdienste tijdens de opmars. Voor verdienste tijdens de terugtocht tot vlak voor Moskou, Leningrad en Stalingrad werd de Orde van Koetoezov verleend.
Bogdan Chmelnitski bracht Oekraïne in de 17e eeuw onder het gezag van de tsaar. De naar hem genoemde orde werd daarom vooral aan het Oekraïense front toegekend. Generaal Aleksej Danilov werd de eerste drager van de Ie Klasse van de orde.
- De Ie Klasse is bestemd voor het bevrijden van een stad of regio waarbij de vijand zware verliezen moeten zijn toegebracht. De ster werd 323 maal uitgereikt.

Onder de gedecoreerden waren verschillende maarschalken en toekomstige maarschalken van de Sovjet Unie. Onder hen Andrej Gretsjko, Sergej Birjoezov, Kirill Moskalenko, Matvej Zacharov en Pjotr Kosjevoj. De ster is van goud en zilver.
- De IIe Klasse is bestemd voor bevelhebbers van legerkorpsen, divisies, brigades en bataljons. Zij moesten het vijandelijke front hebben doorbroken om deze ster te verdienen. Ook een aanval op de achterhoede van de vijand bracht de IIe Klasse van de Orde. Het bevrijden van een stad of regio waarbij de vijand zware verliezen moeten zijn toegebracht. De ster werd 2400 maal uitgereikt. De ster is van zilver met een gouden medaillon

- De IIIe Klasse is bestemd voor officieren, partizanenleiders en onderofficieren. Opmerkelijke dapperheid en kundigheid die tot een overwinning voerden gaven recht op deze ster. Zij moesten het vijandelijke front hebben doorbroken om deze ster te verdienen. Ook een aanval op de achterhoede van de vijand bracht de IIIe Klasse van de Orde. Het bevrijden van een stad of regio waarbij de vijand zware verliezen moeten zijn toegebracht. De ster werd 5700 maal uitgereikt, meestal aan Oekraïners en partizanen. De ster is geheel van zilver.

De ster werd ongeveer duizend maal als vaandeldecoratie aan een militaire eenheid toegekend.
Men draagt de sterren als broches op de borst gespeld en niet aan een lint. Toch bestaat er een baton. De breedte van witte strepen op de blauw met witte batons verschilt per klasse, de witte banen zijn respectievelijk vijf, drie en twee centimeter breed.

## De drie sterren
Alleen op het medaillon van de Ie en IIe Klasse staat de naam van Bogdan Chmelnitski, in cyrillische tekens "БОГДАН ХМЕЛЬНИЦКИЙ". Bij de IIIe Klasse staat de naam op de ring rond het medaillon. Bogdan draagt een pelsmantel en bontmuts met daarop een aigrette en is gewapend met een strijdknots.
| Eerste Klasse | Tweede Klasse | Derde Klasse |
| ------------- | ------------- | ------------ |
|               |               |              |
| Baton         |               |              |
|               |               |              |